# Riksdagsvalet i Sverige 2018
Riksdagsvalet i Sverige 2018 hölls söndagen den 9 september 2018 för att fördela platserna i Sveriges riksdag. Samtidigt hölls också allmänna val till kommun- och landstingsfullmäktige. Förutom de åtta riksdagspartierna, där Socialdemokraterna, Moderaterna och Sverigedemokraterna legat högst i opinionen alltsedan riksdagsvalet 2014, ställde även ett antal övriga partier upp.
Nya valregler infördes till riksdagsvalet 2018. Förhandsanmälan av deltagande av de politiska partierna infördes inför riksdagsvalet. Kandidater som nomineras av partierna måste ge skriftligt samtycke för att vara valbara, detta för att förhindra att personer mot sin vilja skrivs in på ett politiskt partis lista. Partisymboler tillåts på valsedlarna för att väljarna lättare ska kunna se skillnad på valsedlarna. En ny metod för att fördela mandaten i riksdagen infördes i syfte att bättre spegla väljarnas politiska vilja.
I riksdagsvalet 2018 var 7 495 936 personer röstberättigade. Valdeltagandet var 87,18 procent, en uppgång med 1,38 procentenheter från 2014 års val och det högsta valdeltagandet sedan riksdagsvalet 1985. Totalt 6 535 271 personer röstade i valet, varav 2 911 048 förtidsröstade. Totalt 6 301 personer kandiderade, varav 6 ej var svenska medborgare och kunde därmed inte bli invalda till riksdagen. 29 partier med valsedlar ställde upp i valet i alla valkretsar. Antalet personröster bland alla giltiga röster var 24,06 procent, en nedgång med 0,52 procentenheter från 2014.
Efter valet fick det rödgröna blocket 40,67 procent av rösterna medan den borgerliga alliansen fick 40,26 procent. Det rödgröna blocket fick 144 mandat, vilket är 1 mandat fler än Alliansens 143 mandat. Liksom i det föregående valet fick inget av blocken majoritet. Sverigedemokraterna blev återigen vågmästare med 17,53 procent av rösterna och 62 mandat. Socialdemokraterna blev det största partiet med 28,26 procent av rösterna och erhöll 100 mandat, men valresultatet blev det lägsta i partiets historia sedan allmän rösträtt infördes år 1921. Även Moderaterna och Miljöpartiet förlorade en stor del av sina tidigare mandat, medan Sverigedemokraterna, Centerpartiet, Vänsterpartiet, Kristdemokraterna och Liberalerna ökade.
I en statsministeromröstning den 25 september 2018 prövades Stefan Löfvens stöd som statsminister av riksdagen med resultatet 204 nej (alliansen och SD) och 142 ja. Detta gjorde att Regeringen Löfven I avgick, och bidrog till långvariga regeringsförhandlingar under talmannen Andreas Norléns ledning, där olika regeringsalternativ undersöktes och prövades i riksdagen. Regeringen Löfven I agerade övergångsregering tills en ny regering kunde bildas.
Den 18 januari 2019 prövades Stefan Löfven återigen till statsminister efter januariavtalet som slöts mellan Socialdemokraterna, Miljöpartiet, Liberalerna och Centerpartiet, där de två sistnämnda kom överens om att lägga ner sina röster i statsministeromröstningen. Även Vänsterpartiet beslutade att lägga ner sina röster. Med resultatet 115 ja, 153 nej och 77 nedlagda röster blev Löfven återvald som statsminister och Löfven bildade då Regeringen Löfven II och fortsatte regera.

## Föregående mandatperiod
Efter riksdagsvalet 2014 befann sig Sveriges socialdemokratiska arbetareparti och Miljöpartiet de gröna i regeringsställning genom regeringen Löfven och efterträdde den borgerliga regeringen Reinfeldt. Det var en koalitions- och minoritetsregering med 138 mandat i riksdagen. Med Vänsterpartiet som stödparti hade den rödgröna koalitionen totalt 159 mandat. Bara två månader efter regeringsbildningen meddelade statsminister Stefan Löfven vid en presskonferens den 3 december 2014 att han avsåg att den 29 december utlysa ett extra riksdagsval. Nyvalet var nödvändigt efter att regeringen Löfven förlorade en omröstning om sin budgetproposition, med 182 nej-röster och 153 ja-röster, på grund av att Sverigedemokraterna röstade på Alliansens budgetförslag. Detta ledde till en regeringskris, och nyvalet hade varit det första efter andrakammarvalet 1958 efter ATP-omröstningen.
På en presskonferens den 27 december 2014 meddelade ledarna för regeringspartierna och oppositionspartierna i Alliansen att en överenskommelse hade träffats, som partierna kallade decemberöverenskommelsen. Parterna som träffade överenskommelsen beslutade att hålla uppgörelsen till och med riksdagsvalet 2022. Överenskommelsen innebar följande:
- Den statsministerkandidat som samlar stöd från den partikonstellation som är större än alla andra tänkbara regeringskonstellationer ska släppas fram.
- En minoritetsregering ska kunna få igenom sin budget.
- Utbrytningar ur budgeten ska inte vara möjliga.
- Överenskommelsen pekar ut tre politiska områden (försvar och säkerhet, pensionerna, energi) för samarbete och samtal.[23]

Stefan Löfven meddelade också under presskonferensen, att regeringen på grund av denna överenskommelse avskrivit planerna på att utlysa extra val. Därmed var regeringskrisen över. Den 9 oktober 2015 beslutade dock Kristdemokraterna att lämna decemberöverenskommelsen. Senare samma dag meddelade först Moderaternas partiledare Anna Kinberg Batra, och därefter övriga allianspartier, att överenskommelsen genom Kristdemokraternas beslut hade upphävts. Allianspartierna lade ingen gemensam budget och den parlamentariskt svaga rödgröna regeringen tilläts regera vidare.

### Mandatfördelning valet 2014[29]
- Sveriges socialdemokratiska arbetareparti (S): 113
- Moderata samlingspartiet (M): 84
- Sverigedemokraterna (SD): 49
- Miljöpartiet de gröna (MP): 25
- Centerpartiet (C): 22
- Vänsterpartiet (V): 21
- Liberalerna (L): 19
- Kristdemokraterna (KD): 16

Totalt 349 mandat i riksdagen
- De rödgröna: 159
- Alliansen: 141
- Sverigedemokraterna: 49

## Information om de olika riksdagspartierna
| Namn | Namn        | Namn                                                         | Ideologi                                                    | Position                                                    | Ledare                                                      |
| ---- | ----------- | ------------------------------------------------------------ | ----------------------------------------------------------- | ----------------------------------------------------------- | ----------------------------------------------------------- |
|      | S           | Sveriges socialdemokratiska arbetareparti Socialdemokraterna | Socialdemokrati                                             | Center-vänster                                              | Stefan Löfven                                               |
|      | M           | Moderata samlingspartiet Moderaterna                         | Liberalkonservatism                                         | Höger                                                       | Ulf Kristersson                                             |
|      | SD          | Sverigedemokraterna                                          | Nationalkonservatism                                        | Center-höger                                                | Jimmie Åkesson                                              |
|      | MP          | Miljöpartiet de gröna Miljöpartiet                           | Grön ideologi                                               | Center-vänster                                              | Isabella Lövin Gustav Fridolin                              |
|      | C           | Centerpartiet                                                | Liberalism Agrarianism                                      | Center-höger                                                | Annie Lööf                                                  |
|      | V           | Vänsterpartiet                                               | Socialism                                                   | Vänster                                                     | Jonas Sjöstedt                                              |
|      | L           | Liberalerna                                                  | Socialliberalism                                            | Center-höger                                                | Jan Björklund                                               |
|      | KD          | Kristdemokraterna                                            | Kristdemokrati                                              | Höger                                                       | Ebba Busch Thor                                             |
|      |             |                                                              |                                                             |                                                             |                                                             |
|      | Koalitioner |                                                              |                                                             |                                                             |                                                             |
|      |             |                                                              |                                                             |                                                             |                                                             |
| Namn | Namn        | Medlemmar                                                    | Nyckelpersoner                                              | Nyckelpersoner                                              | Nyckelpersoner                                              |
|      | De rödgröna | Socialdemokraterna Miljöpartiet Vänsterpartiet               | Stefan Löfven Isabella Lövin Gustav Fridolin Jonas Sjöstedt | Stefan Löfven Isabella Lövin Gustav Fridolin Jonas Sjöstedt | Stefan Löfven Isabella Lövin Gustav Fridolin Jonas Sjöstedt |
|      | Alliansen   | Moderaterna Liberalerna Centerpartiet Kristdemokraterna      | Ulf Kristersson Jan Björklund Annie Lööf Ebba Busch Thor    | Ulf Kristersson Jan Björklund Annie Lööf Ebba Busch Thor    | Ulf Kristersson Jan Björklund Annie Lööf Ebba Busch Thor    |
|      | SD          | Sverigedemokraterna                                          | Jimmie Åkesson                                              | Jimmie Åkesson                                              | Jimmie Åkesson                                              |

## Förberedelser inför valet

### Schemat för riksdagsvalet 2018
- 2017: Indelningarna i valdistrikt och valkretsar gjordes i kommunerna.
- 10 april: Sista dagen för partierna att anmäla sina kandidater till länsstyrelsen i respektive län. Sista dag för partier att beställa namnvalsedlar från länsstyrelsen för garanterad leverans 45 dagar innan valet.
- 30 april: Sista dag för Valmyndigheten att besluta om antal fasta valkretsmandat för varje valkrets.
- 26 juli: Väljare utomlands kan nu brevrösta från utlandet.
- 10 augusti: Sista dag för partier att anmäla deltagande i valet 2018.
- 16 augusti: Första dag för väljare utomlands att rösta på en utlandsmyndighet.
- 22 augusti: Väljare kunde förtidsrösta i Sverige.
- 28 augusti: Sista dag att begära rättelse i röstlängden.
- 7 september: Sista dag för kandidater att samtycka till kandidatur i valet.
- 9 september: Valdag.
- 10 september: Länsstyrelserna påbörjade slutlig sammanräkning.
- 12 september: Valnämndernas preliminära rösträkning av förtidsröster som inte granskades på valdagen.
- 19 september: Sista dagen att överklaga valet eller valresultatet.

### Valsystem och statsskick
Sveriges riksdag består av 349 ledamöter, varav 310 fasta mandat och 39 utjämningsmandat. Mandaten fördelas proportionellt mot hur väljarnas röster fördelats mellan partierna. Samtidigt ska mandaten fördelas så att varje valkrets blir representerad med ett antal mandat som är proportionellt mot antalet röstande i valkretsen. För att åstadkomma det används den jämkade uddatalsmetoden och en kombination av fasta mandat och utjämningsmandat. Den svenska regeringsformen (1 kap. § 4) säger att riksdagen är folkets främsta företrädare, och som stiftar lag, beslutar om skatt till staten och bestämmer hur statens medel ska användas. 1 kap. § 6 säger att regeringen är ansvarig inför riksdagen. Det betyder att Sverige har ett parlamentariskt statsskick i en konstitutionell monarki – att regeringen utses av riksdagen och utövar större och avgörande delen av regeringsmakten i överensstämmelse med folksuveränitetsprincipen. Ett parti måste få minst 4 procent av väljarnas röster för att komma in i riksdagen, alternativt få 12 procent eller mer inom en valkrets. Inför riksdagsvalet 2018 ändrades valsystemet så att mandatfördelningen mellan partierna bättre speglar hur väljarna faktiskt har röstat.

### Valsedlar
I det svenska riksdagsvalet tar väljaren en valsedel för ett visst parti, och lägger sedan sin röst på valsedeln som denne valt i en valbås. Valsedlarna ligger öppet utanför valbåsen, och röstmottagarna är ansvariga för att partiernas valsedlar finns närvarande på vallokalerna för de partier som fick mer än en procent av rösterna i det föregående riksdagsvalet. Om det inte finns tillgång till ett visst partis valsedel, kan väljaren rösta genom att skriva partiets namn på en blank valsedel. Inför riksdagsvalet 2018 ändrades valreglerna för valsedlar, genom att tillåta partierna att trycka sina partisymboler i färg på sedlarna, i syfte att göra det lättare för väljare att skilja olika partiers valsedlar åt.
OSSE:s byrå för demokratiska institutioner och mänskliga rättigheter skickade två ledamöter som skulle observera riksdagsvalet 2018, där de skulle undersöka och utvärdera hur det går med de nya svenska reglerna för partibidrag, samt kring regelverket för valsedlars och skärmars placering i vallokalerna. OSSE-observatörerna kommer att utfärda en rapport om detta åtta veckor efter valdagen.

### Valsäkerhet
Säkerhetspolisen (Säpo) och Myndigheten för samhällsskydd och beredskap (MSB) gick ut med en varning för att andra stater, i synnerhet Ryssland, kan försöka blanda sig i riksdagsvalet genom påverkansoperationer i form av spridning av falska nyheter och desinformation, och elektroniska angrepp. Detta har lett till olika motåtgärder. MSB uppmanade allmänheten att vara källkritiska till information som sprids på Internet.

### Valbudgetar
Enligt uppskattningar hade de olika partiernas budgetar följande fördelning:
| Parti                  | Budget        | 2014 års valbudget |
| ---------------------- | ------------- | ------------------ |
| Socialdemokraterna     | 100 miljoner  | 70 miljoner        |
| Centerpartiet          | 70 miljoner   | 70 miljoner        |
| Sverigedemokraterna    | 51,5 miljoner | 30 miljoner        |
| Moderaterna            | 50 miljoner   | 55 miljoner        |
| Kristdemokraterna      | 23 miljoner   | 25 miljoner        |
| Vänsterpartiet         | 18,7 miljoner | 9 miljoner         |
| Miljöpartiet           | 18 miljoner   | 16 miljoner        |
| Liberalerna            | 15 miljoner   | 35 miljoner        |
| Feministiskt initiativ | 3 miljoner    | 2,5 miljoner       |

## Partiernas valaffischer

### Riksdagspartiernas valaffischer[56][57]
| Parti               | Slagord                                              |
| ------------------- | ---------------------------------------------------- |
| Socialdemokraterna  | Ett starkare samhälle, ett tryggare Sverige. (m.fl.) |
| Moderaterna         | Nu tar vi tag i Sverige. (m.fl.)                     |
| Sverigedemokraterna | SD2018 (m.fl.)                                       |
| Miljöpartiet        | Nu. Klimatet kan inte vänta. (m.fl.)                 |
| Centerpartiet       | Framåt! (m.fl.)                                      |
| Vänsterpartiet      | Skatteflykt. Skolutflykt. (m.fl.)                    |
| Liberalerna         | Närma eller fjärma? (m.fl.)                          |
| Kristdemokraterna   | Ingen ska behöva dö i kön. (m.fl.)                   |

### Övriga partiernas valaffischer
| Parti                       | Slagord                                                                                    |
| --------------------------- | ------------------------------------------------------------------------------------------ |
| Feministiskt initiativ      | Vi säkrar demokratin. Klart vi kan (m.fl.)                                                 |
| Piratpartiet                | Omtänksamhet istället för misstänksamhet. (m.fl.)                                          |
| Alternativ för Sverige      | Nya svenskar? Det ordnar vi själva (m.fl.)                                                 |
| Medborgerlig samling        | Vi kommer bygga upp den trygghet som politikerna monterat ned. (m.fl.)                     |
| Landsbygdspartiet oberoende | Ingen frilevande varg (m.fl.)                                                              |
| Direktdemokraterna          | Demokrati mellan valen                                                                     |
| Djurens parti               | Alla ska med. Människa eller djur? Både och. Tänk om! Rösta in elefanten i rummet. (m.fl.) |

## Partiledardebatter i media

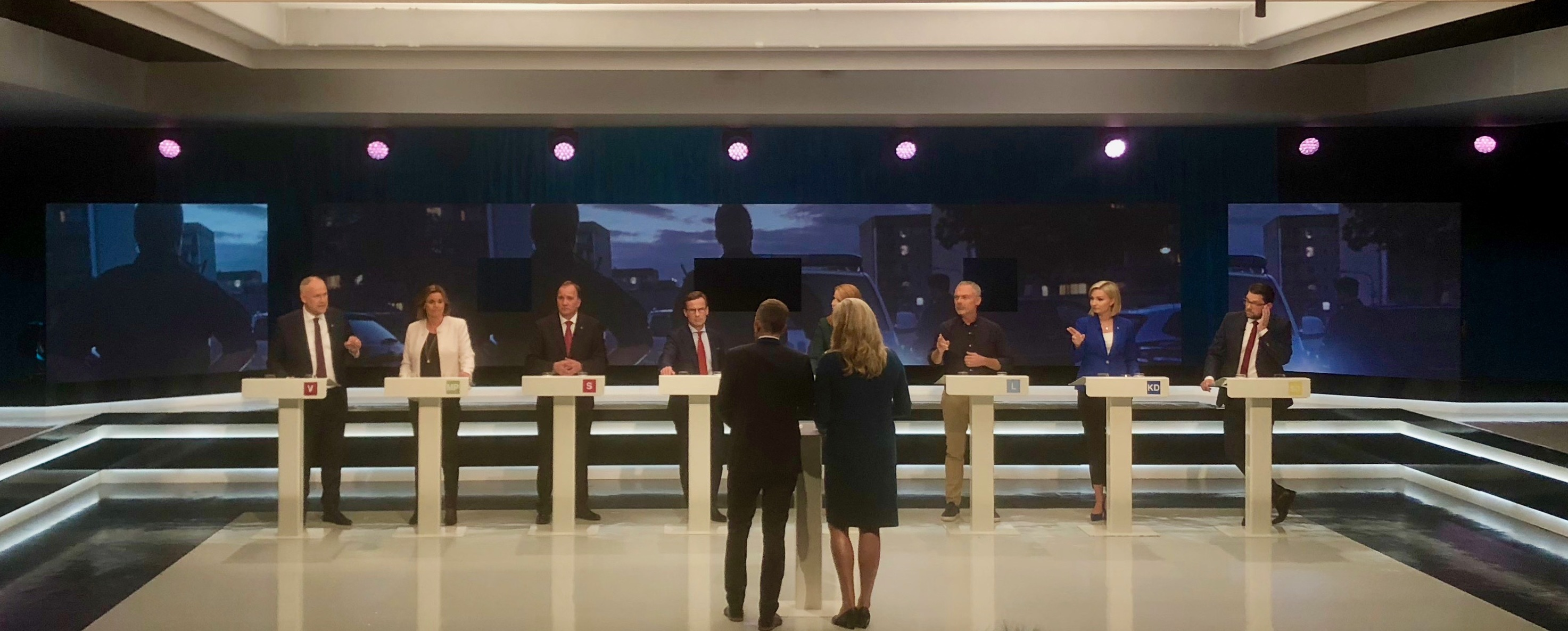
Slutdebatten i SVT under valet 2018.

Under valrörelsen hölls följande debatter i TV, webb-tv och radio med medverkan av dåvarande riksdagspartiernas partiledare:
| Titel | Moderator(er)                            | Kanal             | Datum            |
| --- | ---------------------------------------- | ----------------- | ---------------- |
| "Debatten 2018" | Niklas Svensson och Anna Ekelund.        | Expressen TV      | 14 augusti 2018  |
| Medverkande partiledare: Ulf Kristersson (M), Stefan Löfven (S), Jan Björklund (L), Annie Lööf (C), Ebba Busch Thor (KD), Jonas Sjöstedt (V), Isabella Lövin (MP) och Jimmie Åkesson (SD).  |                                          |                   |                  |
| "Debatten" | Robert Aschberg och Maria Bjaring.       | Aftonbladet TV    | 27 augusti 2018  |
| Medverkande partiledare: Ulf Kristersson (M), Stefan Löfven (S), Jan Björklund (L), Annie Lööf (C), Ebba Busch Thor (KD), Jonas Sjöstedt (V), Gustav Fridolin (MP) och Jimmie Åkesson (SD). |                                          |                   |                  |
| "Partiledardebatt" | Lasse Johansson och Katherine Zimmerman. | Sveriges Radio P1 | 29 augusti 2018  |
| Medverkande partiledare: Ulf Kristersson (M), Stefan Löfven (S), Jan Björklund (L), Annie Lööf (C), Ebba Busch Thor (KD), Jonas Sjöstedt (V), Gustav Fridolin (MP) och Jimmie Åkesson (SD). |                                          |                   |                  |
| "Val 2018: Duellen" | Belinda Olsson                           | SVT               | 31 augusti 2018  |
| Duell mellan statsministerkandidaterna Ulf Kristersson (M) och Stefan Löfven (S). |                                          |                   |                  |
| "Debatten i TV4" | Anna Lindmarker och Jenny Strömstedt.    | TV4               | 6 september 2018 |
| Medverkande partiledare: Ulf Kristersson (M), Stefan Löfven (S), Jan Björklund (L), Annie Lööf (C), Ebba Busch Thor (KD), Jonas Sjöstedt (V), Isabella Lövin (MP) och Jimmie Åkesson (SD).  |                                          |                   |                  |
| "Val 2018: Slutdebatten" | Anders Holmberg och Camilla Kvartoft.    | SVT               | 7 september 2018 |
| Medverkande partiledare: Ulf Kristersson (M), Stefan Löfven (S), Jan Björklund (L), Annie Lööf (C), Ebba Busch Thor (KD), Jonas Sjöstedt (V), Isabella Lövin (MP) och Jimmie Åkesson (SD).  |                                          |                   |                  |
| "TV4:s statsministerduell" | Anna Lindmarker och Jenny Strömstedt.    | TV4               | 8 september 2018 |
| Sista duellen mellan statsministerkandidaterna Ulf Kristersson (M) och Stefan Löfven (S).                                                                                                   |                                          |                   |                  |

## Vallokalsundersökningar

### SVT:s Valu

Mandatfördelning i riksdagen enligt SVT:s vallokalsundersökning på valdagen.

När vallokalerna stängdes, klockan 20.00 den 9 september 2018, visade SVT sin vallokalsundersökning. Valu bygger på enkätsvar på 40 frågor av 11 808 väljare från 8 034 vallokaler. 3 774 av väljarna förtidsröstade och 8 034 röstade under valdagen.
| Parti                   | SVT (Valu)     | SVT (Valu)        | SVT (Valu)     |
| Parti                   | Procent viktad | Ändring i procent | Procent rådata |
| ----------------------- | -------------- | ----------------- | -------------- |
| Socialdemokraterna      | 26,2           | -4,8              | 28,6           |
| Sverigedemokraterna     | 19,2           | +6,3              | 10,9           |
| Moderaterna             | 17,8           | -5,5              | 17,6           |
| Vänsterpartiet          | 9,0            | +3,3              | 11,2           |
| Centerpartiet           | 8,9            | +2,8              | 10,0           |
| Kristdemokraterna       | 7,4            | +2,8              | 6,6            |
| Liberalerna             | 5,5            | +0,1              | 6,7            |
| Miljöpartiet            | 4,2            | -2,7              | 6,3            |
| Feministiskt initiativ  | 1,8            | ?                 | 0,8            |
| Övriga                  | 1,8            | ?                 | 1,1            |
| Block                   | SVT (Valu)     | SVT (Valu)        | SVT (Valu)     |
| Block                   | Procent viktad | Ändring i procent | Procent rådata |
| Alliansen (M, L, C, KD) | 39,6           | +0,4              | 40,9           |
| Rödgröna (S, MP, V)     | 39,4           | -4,3              | 46,1           |
| Sverigedemokraterna     | 19,2           | +6,4              | 10,9           |

### Väljarströmmar 2014–2018

#### Vilka partier kom väljarna från?
Tabellen visar: De som röstade på ett visst parti 2018, hur många procent av dem röstade på ett visst parti i det föregående valet, 2014? (De största andelarna har getts avvikande färg.)
| Partival 2018 | Partival 2014 (procent) | Partival 2014 (procent) | Partival 2014 (procent) | Partival 2014 (procent) | Partival 2014 (procent) | Partival 2014 (procent) | Partival 2014 (procent) | Partival 2014 (procent) |
| Partival 2018 | V                       | S                       | MP                      | C                       | FP/L                    | KD                      | M                       | SD                      |
| ------------- | ----------------------- | ----------------------- | ----------------------- | ----------------------- | ----------------------- | ----------------------- | ----------------------- | ----------------------- |
|               |                         |                         |                         |                         |                         |                         |                         |                         |
| V             | 45                      | 23                      | 12                      | 1                       | 1                       | 0                       | 2                       | 1                       |
| S             | 5                       | 77                      | 7                       | 2                       | 2                       | 1                       | 4                       | 1                       |
| MP            | 5                       | 16                      | 63                      | 4                       | 2                       | 1                       | 3                       | 0                       |
| C             | 1                       | 11                      | 8                       | 37                      | 11                      | 3                       | 26                      | 1                       |
| L             | 1                       | 11                      | 6                       | 8                       | 45                      | 3                       | 24                      | 1                       |
| KD            | 1                       | 13                      | 3                       | 10                      | 8                       | 30                      | 30                      | 4                       |
| M             | 1                       | 9                       | 2                       | 4                       | 6                       | 2                       | 72                      | 3                       |
| SD            | 1                       | 19                      | 1                       | 2                       | 2                       | 3                       | 18                      | 54                      |

#### Vilka partier gick väljarna till?
Tabellen visar: De som röstade på ett visst parti i det föregående valet, 2014, hur många procent av dem röstade på ett visst parti i valet 2018? (De största procentuella väljarströmmarna har getts avvikande färg.)
| Partival 2014 | Partival 2018 (procent) | Partival 2018 (procent) | Partival 2018 (procent) | Partival 2018 (procent) | Partival 2018 (procent) | Partival 2018 (procent) | Partival 2018 (procent) | Partival 2018 (procent) |
| Partival 2014 | V                       | S                       | MP                      | C                       | L                       | KD                      | M                       | SD                      |
| ------------- | ----------------------- | ----------------------- | ----------------------- | ----------------------- | ----------------------- | ----------------------- | ----------------------- | ----------------------- |
|               |                         |                         |                         |                         |                         |                         |                         |                         |
| V             | 67                      | 20                      | 4                       | 1                       | 1                       | 1                       | 2                       | 3                       |
| S             | 7                       | 66                      | 2                       | 3                       | 2                       | 3                       | 5                       | 11                      |
| MP            | 15                      | 25                      | 35                      | 10                      | 4                       | 3                       | 4                       | 3                       |
| C             | 1                       | 7                       | 2                       | 52                      | 7                       | 11                      | 12                      | 6                       |
| FP (L)        | 1                       | 7                       | 1                       | 16                      | 41                      | 10                      | 17                      | 5                       |
| KD            | 1                       | 4                       | 1                       | 7                       | 4                       | 57                      | 11                      | 13                      |
| M             | 1                       | 5                       | 1                       | 10                      | 6                       | 9                       | 54                      | 14                      |
| SD            | 1                       | 3                       | 0                       | 1                       | 0                       | 2                       | 4                       | 86                      |

Oviktad resultat på väljarströmmar, vägda för valresultatet 2014 och det preliminära valnattsresultatet 2018.
Denna tabell är mer omfattande än den ovanstående.
| Partival 2014     | Partival 2018 (procent) | Partival 2018 (procent) | Partival 2018 (procent) | Partival 2018 (procent) | Partival 2018 (procent) | Partival 2018 (procent) | Partival 2018 (procent) | Partival 2018 (procent) | Partival 2018 (procent) | Partival 2018 (procent) |
| Partival 2014     | V                       | S                       | MP                      | C                       | L                       | KD                      | M                       | SD                      | F!                      | Övriga                  |
| ----------------- | ----------------------- | ----------------------- | ----------------------- | ----------------------- | ----------------------- | ----------------------- | ----------------------- | ----------------------- | ----------------------- | ----------------------- |
|                   |                         |                         |                         |                         |                         |                         |                         |                         |                         |                         |
| V                 | 63                      | 23                      | 4                       | 1                       | 1                       | 1                       | 2                       | 3                       | 2                       | 0                       |
| S                 | 6                       | 69                      | 2                       | 3                       | 2                       | 3                       | 6                       | 10                      | 0                       | 0                       |
| MP                | 13                      | 27                      | 36                      | 9                       | 4                       | 2                       | 4                       | 2                       | 1                       | 0                       |
| C                 | 1                       | 8                       | 3                       | 51                      | 8                       | 10                      | 14                      | 5                       | 0                       | 0                       |
| FP (L)            | 1                       | 8                       | 1                       | 16                      | 41                      | 8                       | 18                      | 5                       | 1                       | 0                       |
| KD                | 1                       | 5                       | 1                       | 7                       | 5                       | 53                      | 13                      | 13                      | 0                       | 0                       |
| M                 | 0                       | 5                       | 1                       | 9                       | 6                       | 8                       | 58                      | 13                      | 0                       | 0                       |
| SD                | 1                       | 4                       | 0                       | 1                       | 0                       | 2                       | 5                       | 86                      | 0                       | 1                       |
| F!                | 45                      | 15                      | 11                      | 3                       | 2                       | 0                       | 3                       | 1                       | 20                      | 0                       |
| Övriga            | 4                       | 12                      | 2                       | 11                      | 6                       | 14                      | 14                      | 23                      | 0                       | 13                      |
|                   |                         |                         |                         |                         |                         |                         |                         |                         |                         |                         |
| Blankt            | 3                       | 24                      | 3                       | 5                       | 3                       | 11                      | 19                      | 31                      | 0                       | 1                       |
| Ej röstande       | 8                       | 22                      | 2                       | 6                       | 4                       | 7                       | 20                      | 30                      | 0                       | 1                       |
| Ej röstberättigad | 10                      | 23                      | 7                       | 11                      | 5                       | 6                       | 24                      | 11                      | 2                       | 1                       |

### Väljardemografi
Oviktad resultat på väljardemografi, vägda för det preliminära valnattsresultatet 2018.
| Demografi                                             | Partival 2018 (procent) | Partival 2018 (procent) | Partival 2018 (procent) | Partival 2018 (procent) | Partival 2018 (procent) | Partival 2018 (procent) | Partival 2018 (procent) | Partival 2018 (procent) | Partival 2018 (procent) | Partival 2018 (procent) |
| Demografi                                             | V                       | S                       | MP                      | C                       | L                       | KD                      | M                       | SD                      | F!                      | Övriga                  |
| ----------------------------------------------------- | ----------------------- | ----------------------- | ----------------------- | ----------------------- | ----------------------- | ----------------------- | ----------------------- | ----------------------- | ----------------------- | ----------------------- |
|                                                       |                         |                         |                         |                         |                         |                         |                         |                         |                         |                         |
| Kön och ålder                                         |                         |                         |                         |                         |                         |                         |                         |                         |                         |                         |
| Kvinnor                                               | 9                       | 31                      | 6                       | 10                      | 5                       | 6                       | 19                      | 12                      | 1                       | 0                       |
| Män                                                   | 7                       | 25                      | 4                       | 7                       | 6                       | 6                       | 21                      | 23                      | 1                       | 1                       |
| 18–21 år                                              | 11                      | 22                      | 7                       | 11                      | 5                       | 6                       | 24                      | 12                      | 1                       | 1                       |
| 22–30 år                                              | 12                      | 25                      | 5                       | 11                      | 4                       | 6                       | 22                      | 13                      | 1                       | 1                       |
| 31–64 år                                              | 8                       | 27                      | 5                       | 9                       | 6                       | 6                       | 20                      | 19                      | 1                       | 0                       |
| 65+ år                                                | 6                       | 35                      | 3                       | 7                       | 6                       | 9                       | 17                      | 17                      | 0                       | 0                       |
| Sysselsättning                                        |                         |                         |                         |                         |                         |                         |                         |                         |                         |                         |
| Förvärvsarbetande                                     | 8                       | 25                      | 5                       | 9                       | 6                       | 6                       | 21                      | 17                      | 1                       | 0                       |
| Arbetslös                                             | 8                       | 31                      | 2                       | 7                       | 4                       | 5                       | 17                      | 24                      | 1                       | 1                       |
| Sjuk/aktivitetsersättning                             | 11                      | 36                      | 3                       | 3                       | 5                       | 4                       | 7                       | 30                      | 1                       | 0                       |
| Studerande                                            | 14                      | 26                      | 8                       | 11                      | 4                       | 5                       | 21                      | 8                       | 2                       | 1                       |
| Yrke                                                  |                         |                         |                         |                         |                         |                         |                         |                         |                         |                         |
| Arbetare                                              | 9                       | 34                      | 3                       | 6                       | 3                       | 6                       | 14                      | 24                      | 1                       | 1                       |
| Tjänsteman                                            | 7                       | 27                      | 5                       | 10                      | 7                       | 7                       | 22                      | 12                      | 1                       | 0                       |
| Jordbrukare                                           | 2                       | 22                      | 0                       | 39                      | 0                       | 5                       | 14                      | 16                      | 0                       | 1                       |
| Företagare                                            | 5                       | 13                      | 3                       | 10                      | 5                       | 8                       | 30                      | 24                      | 1                       | 1                       |
| Fack                                                  |                         |                         |                         |                         |                         |                         |                         |                         |                         |                         |
| LO                                                    | 9                       | 41                      | 2                       | 5                       | 2                       | 4                       | 11                      | 24                      | 1                       | 0                       |
| TCO                                                   | 9                       | 32                      | 5                       | 8                       | 6                       | 7                       | 18                      | 13                      | 2                       | 0                       |
| SACO                                                  | 10                      | 25                      | 8                       | 12                      | 9                       | 6                       | 17                      | 9                       | 2                       | 0                       |
| Utbildning                                            |                         |                         |                         |                         |                         |                         |                         |                         |                         |                         |
| Ej grundskola/ obligatorisk skola                     | 4                       | 37                      | 1                       | 5                       | 1                       | 5                       | 11                      | 35                      | 1                       | 0                       |
| Grundskola/ motsvarande obligatorisk skola            | 5                       | 37                      | 2                       | 6                       | 3                       | 6                       | 14                      | 27                      | 0                       | 0                       |
| Examen från gymnasium, folkhögskola eller motsvarande | 7                       | 30                      | 3                       | 7                       | 4                       | 6                       | 20                      | 23                      | 1                       | 0                       |
| Eftergymnasial utbildning, ej högskola                | 7                       | 28                      | 2                       | 7                       | 4                       | 7                       | 19                      | 24                      | 1                       | 1                       |
| Studier/examen från högskola/ universitet             | 10                      | 26                      | 7                       | 11                      | 7                       | 7                       | 22                      | 9                       | 1                       | 0                       |
| Studier/examen från forskarutbildning                 | 9                       | 21                      | 12                      | 11                      | 11                      | 8                       | 15                      | 10                      | 3                       | 0                       |
| Sektor                                                |                         |                         |                         |                         |                         |                         |                         |                         |                         |                         |
| Statlig                                               | 9                       | 32                      | 5                       | 7                       | 6                       | 6                       | 18                      | 16                      | 1                       | 0                       |
| Kommunal                                              | 10                      | 35                      | 5                       | 9                       | 5                       | 6                       | 14                      | 15                      | 1                       | 0                       |
| Privat                                                | 6                       | 23                      | 4                       | 9                       | 6                       | 7                       | 24                      | 19                      | 1                       | 0                       |
| Offentlig                                             | 10                      | 34                      | 5                       | 8                       | 5                       | 6                       | 15                      | 15                      | 1                       | 0                       |
| Utlandsfödda                                          |                         |                         |                         |                         |                         |                         |                         |                         |                         |                         |
| Uppväxt i Sverige                                     | 8                       | 28                      | 5                       | 9                       | 6                       | 7                       | 20                      | 17                      | 1                       | 0                       |
| Uppväxt i Norden utanför Sverige                      | 7                       | 26                      | 5                       | 3                       | 6                       | 5                       | 11                      | 36                      | 1                       | 0                       |
| Uppväxt i Europa utanför Norden                       | 4                       | 35                      | 5                       | 8                       | 4                       | 3                       | 17                      | 22                      | 2                       | 0                       |
| Uppväxt utanför Europa                                | 13                      | 47                      | 4                       | 6                       | 2                       | 6                       | 14                      | 9                       | 0                       | 0                       |
| Uppväxt utanför Sverige                               | 9                       | 38                      | 4                       | 6                       | 3                       | 5                       | 15                      | 19                      | 1                       | 0                       |
| Kyrkogång                                             |                         |                         |                         |                         |                         |                         |                         |                         |                         |                         |
| Minst en gång i månaden                               | 5                       | 30                      | 4                       | 10                      | 4                       | 25                      | 11                      | 9                       | 1                       | 0                       |
| Några gånger om året                                  | 5                       | 28                      | 4                       | 11                      | 5                       | 8                       | 20                      | 18                      | 0                       | 0                       |
| Mera sällan                                           | 6                       | 31                      | 4                       | 8                       | 6                       | 6                       | 20                      | 17                      | 1                       | 0                       |
| Aldrig                                                | 10                      | 26                      | 5                       | 8                       | 6                       | 4                       | 21                      | 18                      | 1                       | 0                       |

### Väljardemografi, block
Oviktad resultat på väljardemografi, vägda för det preliminära valnattsresultatet 2018.
| Demografi                                             | Partival 2018 (procent) | Partival 2018 (procent) | Partival 2018 (procent) | Partival 2018 (procent) | Partival 2018 (procent) |
| Demografi                                             | Rödgröna                | Alliansen               | SD                      | F!                      | Övriga                  |
| ----------------------------------------------------- | ----------------------- | ----------------------- | ----------------------- | ----------------------- | ----------------------- |
|                                                       |                         |                         |                         |                         |                         |
| Kön och ålder                                         |                         |                         |                         |                         |                         |
| Kvinnor                                               | 46                      | 40                      | 12                      | 1                       | 0                       |
| Män                                                   | 36                      | 40                      | 23                      | 1                       | 1                       |
| 18–21 år                                              | 40                      | 46                      | 12                      | 1                       | 1                       |
| 22–30 år                                              | 42                      | 43                      | 13                      | 1                       | 1                       |
| 31–64 år                                              | 40                      | 42                      | 19                      | 1                       | 0                       |
| 65+ år                                                | 44                      | 39                      | 17                      | 0                       | 0                       |
| Sysselsättning                                        |                         |                         |                         |                         |                         |
| Förvärvsarbetande                                     | 38                      | 42                      | 17                      | 1                       | 0                       |
| Arbetslös                                             | 41                      | 33                      | 24                      | 1                       | 1                       |
| Sjuk/aktivitetsersättning                             | 50                      | 19                      | 30                      | 1                       | 0                       |
| Studerande                                            | 48                      | 41                      | 8                       | 2                       | 1                       |
| Yrke                                                  |                         |                         |                         |                         |                         |
| Arbetare                                              | 46                      | 29                      | 24                      | 1                       | 1                       |
| Tjänsteman                                            | 39                      | 46                      | 12                      | 1                       | 0                       |
| Jordbrukare                                           | 24                      | 58                      | 16                      | 0                       | 1                       |
| Företagare                                            | 21                      | 53                      | 24                      | 1                       | 1                       |
| Fack                                                  |                         |                         |                         |                         |                         |
| LO                                                    | 52                      | 22                      | 24                      | 1                       | 0                       |
| TCO                                                   | 46                      | 39                      | 13                      | 2                       | 0                       |
| SACO                                                  | 43                      | 44                      | 9                       | 2                       | 0                       |
| Utbildning                                            |                         |                         |                         |                         |                         |
| Ej grundskola/ obligatorisk skola                     | 42                      | 22                      | 35                      | 1                       | 0                       |
| Grundskola/ motsvarande obligatorisk skola            | 44                      | 29                      | 27                      | 0                       | 0                       |
| Examen från gymnasium, folkhögskola eller motsvarande | 40                      | 37                      | 23                      | 1                       | 0                       |
| Eftergymnasial utbildning, ej högskola                | 37                      | 37                      | 24                      | 1                       | 1                       |
| Studier/examen från högskola/ universitet             | 43                      | 47                      | 9                       | 1                       | 0                       |
| Studier/examen från forskarutbildning                 | 42                      | 45                      | 10                      | 3                       | 0                       |
| Sektor                                                |                         |                         |                         |                         |                         |
| Statlig                                               | 46                      | 37                      | 16                      | 1                       | 0                       |
| Kommunal                                              | 50                      | 34                      | 15                      | 1                       | 0                       |
| Privat                                                | 33                      | 46                      | 19                      | 1                       | 0                       |
| Offentlig                                             | 49                      | 34                      | 15                      | 1                       | 0                       |
| Utlandsfödda                                          |                         |                         |                         |                         |                         |
| Uppväxt i Sverige                                     | 41                      | 42                      | 17                      | 1                       | 0                       |
| Uppväxt i Norden utanför Sverige                      | 38                      | 25                      | 36                      | 1                       | 0                       |
| Uppväxt i Europa utanför Norden                       | 44                      | 32                      | 22                      | 2                       | 0                       |
| Uppväxt utanför Europa                                | 64                      | 28                      | 9                       | 0                       | 0                       |
| Uppväxt utanför Sverige                               | 51                      | 29                      | 19                      | 1                       | 0                       |
| Kyrkogång                                             |                         |                         |                         |                         |                         |
| Minst en gång i månaden                               | 39                      | 50                      | 9                       | 1                       | 0                       |
| Några gånger om året                                  | 37                      | 44                      | 18                      | 0                       | 0                       |
| Mera sällan                                           | 41                      | 40                      | 17                      | 1                       | 0                       |
| Aldrig                                                | 41                      | 39                      | 18                      | 1                       | 0                       |

### Viktiga frågor för valet av parti i riksdagsvalet, Valu
Inför valet 2018 visade en undersökning gjord av Internetstiftelsen i Sverige att internets betydelse som informationskälla och arena för politiskt engagemang ökat. 71 procent av alla internetanvändare i Sverige tog del av politisk information på internet. Det är en siffra som ökat kraftigt sedan riksdagsvalet 2014 då den låg på 46 procent. När det kom till att ange viktiga informationskällor var TV den viktigaste för 73 procent av de svarande i undersökningen, vilket följdes av en delad andra plats för papperstidningar, vänner/familj, dagstidningar på nätet samt radio vilka samtliga hamnade kring 56 procent.
I maj ansåg väljarna att de tre viktigaste frågorna i valet var invandring, sjukvård och integration. Dagarna före valet hade det ändrats till miljö, invandring och sjukvård. Sverigedemokraternas roll som vågmästare i riksdagen och kommunerna och vilka samarbeten som är möjliga och önskvärda debatterades också.
Nedan är Valus viktade resultat från valdagen på frågan: ’Vilken betydelse har följande frågor för Ditt val av parti i riksdagvalet idag?’
| Placering | Fråga                 | Procent mycket stor betydelse | Förändring 2014–2018  |
| --------- | --------------------- | ----------------------------- | --------------------- |
| 1         | Sjukvården            | 56                            | +1                    |
| 2         | Skola och utbildning  | 54                            | -5                    |
| 3         | Jämställdhet          | 48                            | +10                   |
| 4         | Sociala välfärden     | 47                            | -4                    |
| 5         | Lag och ordning       | 45                            | +10                   |
| 6         | Äldreomsorgen         | 44                            | -5                    |
| 7         | Svenska ekonomin      | 44                            | -10                   |
| 8         | Flyktingar/invandring | 42                            | Ny fråga/Ny på listan |
| 9         | Pensionärerna         | 41                            | +1                    |
| 10        | Sysselsättningen      | 36                            | -15                   |

Kommentar: Valu-frågan innehöll också svarsalternativen "ganska stor betydelse", "varken stor eller liten betydelse", "ganska liten betydelse" och "mycket liten betydelse".

## Valnatt
Efter att 6 004 valdistrikt räknats, presenterades ett preliminärt valresultat under valvakan 2018 med uppdatering ifrån Valmyndigheten den 12 september 2018, kl 12:43.
| Parti                  | Parti                    | Partiledare                        | Röster    | Röster | Röster | Mandatfördelning | Mandatfördelning |
| Parti                  | Parti                    | Partiledare                        | Antal     | %      | +− %   | Antal            | +−               |
| ---------------------- | ------------------------ | ---------------------------------- | --------- | ------ | ------ | ---------------- | ---------------- |
|                        | Socialdemokraterna       | Stefan Löfven                      | 1 775 861 | 28,4   | -2,8   | 101              | -12              |
|                        | Moderata samlingspartiet | Ulf Kristersson                    | 1 236 648 | 19,8   | -3,5   | 70               | -14              |
|                        | Sverigedemokraterna      | Jimmie Åkesson                     | 1 101 069 | 17,6   | +4,7   | 63               | +14              |
|                        | Centerpartiet            | Annie Lööf                         | 537 289   | 8,6    | +2,5   | 30               | +8               |
|                        | Vänsterpartiet           | Jonas Sjöstedt                     | 496 018   | 7,9    | +2,2   | 28               | +7               |
|                        | Kristdemokraterna        | Ebba Busch Thor                    | 397 857   | 6,4    | +1,8   | 23               | +7               |
|                        | Liberalerna              | Jan Björklund                      | 342 661   | 5,5    | +0,1   | 19               | 0                |
|                        | Miljöpartiet de Gröna    | Gustav Fridolin och Isabella Lövin | 271 498   | 4,3    | -2,4   | 15               | -10              |
|                        | Feministiskt initiativ   | Gudrun Schyman och Gita Nabavi     | 27 746    | 0,4    | -2,6   | 0                | —                |
|                        | Övriga partier           | —                                  | 63 716    | 1,0    | +0,1   | —                | —                |
|                        |                          |                                    |           |        |        |                  |                  |
| Allians                | Allians                  | Statsministerkandidat              | Röster    | Röster | Röster | Mandatfördelning | Mandatfördelning |
| Allians                | Allians                  | Statsministerkandidat              | Antal     | %      | +− %   | Antal            | +−               |
|                        | De rödgröna (S, V, MP)   | Stefan Löfven                      | 2 543 377 | 40,6   | -3,1   | 144              | -14              |
|                        | Alliansen (M, C, L, KD)  | Ulf Kristersson                    | 2 514 455 | 40,3   | +1     | 142              | +-               |
|                        | Sverigedemokraterna      | Jimmie Åkesson                     | 1 101 069 | 17,6   | +4,7   | 63               | +14              |
|                        |                          |                                    |           |        |        |                  |                  |
| Antal giltiga röster   | Antal giltiga röster     | Antal giltiga röster               | 6 250 363 | 100,0  |        | 349              |                  |
| Ej anmälda partier     | Ej anmälda partier       | Ej anmälda partier                 | 3 950     | 0,1    |        |                  |                  |
| Ogiltiga röster blanka | Ogiltiga röster blanka   | Ogiltiga röster blanka             | 50 769    | 0,8    |        |                  |                  |
| Ogiltiga röster övriga | Ogiltiga röster övriga   | Ogiltiga röster övriga             | 24 476    | 0,4    |        |                  |                  |
| Totalt                 | Totalt                   | Totalt                             | 6 329 558 | 84,4   |        |                  |                  |

Antalet röstberättigade var 7 495 936 personer och antalet röstande var 6 329 558 personer vilket ger ett valdeltagande på 84,4 procent, en uppgång med 1,1 procentenheter jämfört med föregående valnattsresultat i riksdagsvalet 2014.

## Valresultatet

Valresultatet.

Den 16 september 2018 presenterade Valmyndigheten resultatet av riksdagsvalet, efter att samtliga 6 325 valdistrikt räknats.
| Mandatfördelning i riksdagen vid riksdagens öppnande. |                                                |                                                |           |        |        |                  |                  |
| Parti                                                 | Parti                                          | Partiledare                                    | Röster    | Röster | Röster | Mandatfördelning | Mandatfördelning |
| Parti                                                 | Parti                                          | Partiledare                                    | Antal     | %      | +− %   | Antal            | +−               |
|                                                       | Socialdemokraterna                             | Stefan Löfven                                  | 1 830 386 | 28,26  | -2,75  | 100              | -13              |
|                                                       | Moderaterna                                    | Ulf Kristersson                                | 1 284 698 | 19,84  | -3,49  | 70               | -14              |
|                                                       | Sverigedemokraterna                            | Jimmie Åkesson                                 | 1 135 627 | 17,53  | +4,68  | 62               | +13              |
|                                                       | Centerpartiet                                  | Annie Lööf                                     | 557 500   | 8,61   | +2,50  | 31               | +9               |
|                                                       | Vänsterpartiet                                 | Jonas Sjöstedt                                 | 518 454   | 8,00   | +2,29  | 28               | +7               |
|                                                       | Kristdemokraterna                              | Ebba Busch Thor                                | 409 478   | 6,32   | +1,75  | 22               | +6               |
|                                                       | Liberalerna                                    | Jan Björklund                                  | 355 546   | 5,49   | +0,07  | 20               | +1               |
|                                                       | Miljöpartiet                                   | Gustav Fridolin och Isabella Lövin (språkrör)  | 285 899   | 4,41   | -2,47  | 16               | -9               |
|                                                       |                                                |                                                |           |        |        |                  |                  |
|                                                       | Feministiskt initiativ                         | Gudrun Schyman och Gita Nabavi                 | 29 665    | 0,46   | -2,67  | 0                | 0                |
|                                                       | Alternativ för Sverige                         | Gustav Kasselstrand                            | 20 290    | 0,31   | —      | 0                | 0                |
|                                                       | Medborgerlig Samling                           | Ilan Sadé                                      | 13 056    | 0,20   | —      | 0                | 0                |
|                                                       | Piratpartiet                                   | Magnus Andersson                               | 7 326     | 0,11   | -0,31  | 0                | 0                |
|                                                       | Direktdemokraterna                             | Partiledarpost saknas                          | 5 153     | 0,08   | +0,06  | 0                | 0                |
|                                                       | Landsbygdspartiet oberoende                    | Erika Sörengård                                | 4 962     | 0,08   | +0,02  | 0                | 0                |
|                                                       | Enhet                                          | Anders Axnér och Åsa Runander (Talespersoner)  | 4 647     | 0,07   | -0,03  | 0                | 0                |
|                                                       | Djurens parti                                  | Elin Pöllänen och Jonas Paulsson               | 3 648     | 0,06   | -0,01  | 0                | 0                |
|                                                       | Kristna Värdepartiet                           | Per Kronlid                                    | 3 202     | 0,05   | -0,01  | 0                | 0                |
|                                                       | Nordiska motståndsrörelsen                     | Simon Lindberg                                 | 2 106     | 0,03   | —      | 0                | 0                |
|                                                       | Klassiskt liberala partiet                     | Erik Svansbo                                   | 1 504     | 0,02   | ±0,00  | 0                | 0                |
|                                                       | Sveriges kommunistiska parti                   | Andreas Sörensen                               | 702       | 0,01   | ±0,00  | 0                | 0                |
|                                                       | Basinkomstpartiet                              | Lena Stark                                     | 632       | 0,01   | —      | 0                | 0                |
|                                                       | Initiativet                                    | Michael Wernstedt                              | 615       | 0,01   | —      | 0                | 0                |
|                                                       | Trygghetspartiet                               | Birger Nilsson                                 | 511       | 0,01   | —      | 0                | 0                |
|                                                       | Skånepartiet                                   | Carl P. Herslow                                | 296       | < 0,01 | ±0,00  | 0                | 0                |
|                                                       | Norrlandspartiet                               | (uppgift saknas)                               | 60        | < 0,01 | —      | 0                | 0                |
|                                                       | Frihetliga rättvisepartiet                     | Bernt Bäckström                                | 53        | < 0,01 | ±0,00  | 0                | 0                |
|                                                       | Europeiska arbetarpartiet                      | Hussein Askary                                 | 52        | < 0,01 | ±0,00  | 0                | 0                |
|                                                       | Ny reform                                      | Waza-Kongo Ramazani                            | 32        | < 0,01 | —      | 0                | 0                |
|                                                       | Common sense in Sweden                         | Erik Steen                                     | 21        | < 0,01 | —      | 0                | 0                |
|                                                       | Vårt land - Sverige                            | (uppgift saknas)                               | 9         | < 0,01 | —      | 0                | 0                |
|                                                       | Reformist Neutral Partiet                      | Zahra Heidari                                  | 4         | < 0,01 | ±0,00  | 0                | 0                |
|                                                       | Folkhemmet Sverige                             | (uppgift saknas)                               | 2         | < 0,01 | —      | 0                | 0                |
|                                                       | Gula partiet                                   | Stefan Bader                                   | 1         | < 0,01 | ±0,00  | 0                | 0                |
| Röster på partier som inte beställde valsedlar        | Röster på partier som inte beställde valsedlar | Röster på partier som inte beställde valsedlar | 588       | 0,01   | -0,02  | 0                | 0                |
|                                                       |                                                |                                                |           |        |        |                  |                  |
| Mandatfördelning utifrån de politiska blocken.        |                                                |                                                |           |        |        |                  |                  |
|                                                       | De rödgröna (S, MP, V)                         | De rödgröna (S, MP, V)                         | 2 634 739 | 40,67  | -2,95  | 144              | –15              |
|                                                       | Alliansen (M, C, L, KD)                        | Alliansen (M, C, L, KD)                        | 2 607 222 | 40,26  | +0.83  | 143              | +2               |
|                                                       | Sverigedemokraterna (SD)                       | Sverigedemokraterna (SD)                       | 1 135 627 | 17,53  | +4,68  | 62               | +13              |
|                                                       |                                                |                                                |           |        |        |                  |                  |
| Antal giltiga röster                                  | Antal giltiga röster                           | Antal giltiga röster                           | 6 476 725 | 100,00 | —      | 349              | —                |
| Inte anmälda partier                                  | Inte anmälda partier                           | Inte anmälda partier                           | 2 120     | 0,03   | —      |                  |                  |
| Blanka ogiltiga röster                                | Blanka ogiltiga röster                         | Blanka ogiltiga röster                         | 53 084    | 0,81   | -0,08  |                  |                  |
| Övriga ogiltiga röster                                | Övriga ogiltiga röster                         | Övriga ogiltiga röster                         | 3 342     | 0,05   | +0,02  |                  |                  |
| Totalt antal som röstade                              | Totalt antal som röstade                       | Totalt antal som röstade                       | 6 535 271 | 87,18  | +1,38  |                  |                  |
| Totalt antal röstberättigade                          | Totalt antal röstberättigade                   | Totalt antal röstberättigade                   | 7 495 936 |        |        |                  |                  |

### Valresultat för varje valkrets, partiröster
Här presenteras resultatet av riksdagsvalet fördelat efter valkrets. Här listas partier med minst 0,1 procent av rösterna på nationell nivå i riksdagsvalet.
Förkortningar:
- ÖVR = Övriga partier.

| Valkrets                     | S       | M       | SD      | C       | V       | KD      | L      | MP     | F!     | AfS    | Med    | PP     | ÖVR    |
| ---------------------------- | ------- | ------- | ------- | ------- | ------- | ------- | ------ | ------ | ------ | ------ | ------ | ------ | ------ |
|                              |         |         |         |         |         |         |        |        |        |        |        |        |        |
| Blekinge                     | 31,41 % | 17,26 % | 25,20 % | 6,79 %  | 5,45 %  | 5,70 %  | 4,02 % | 2,89 % | 0,34 % | 0,27 % | 0,18 % | 0,14 % | 0,36 % |
| Dalarna                      | 30,73 % | 16,66 % | 20,76 % | 10,01 % | 7,26 %  | 6,13 %  | 3,64 % | 3,32 % | 0,37 % | 0,30 % | 0,16 % | 0,09 % | 0,58 % |
| Gotland                      | 29,79 % | 16,59 % | 12,71 % | 17,20 % | 9,01 %  | 4,13 %  | 3,74 % | 4,95 % | 0,94 % | 0,16 % | 0,13 % | 0,08 % | 0,57 % |
| Gävleborg                    | 34,10 % | 15,28 % | 19,59 % | 9,07 %  | 8,35 %  | 5,28 %  | 4,01 % | 3,05 % | 0,32 % | 0,27 % | 0,11 % | 0,08 % | 0,47 % |
| Göteborgs kommun             | 23,77 % | 19,86 % | 13,45 % | 7,12 %  | 14,00 % | 5,52 %  | 7,25 % | 6,95 % | 0,84 % | 0,34 % | 0,25 % | 0,17 % | 0,50 % |
| Halland                      | 25,82 % | 22,87 % | 18,62 % | 10,12 % | 4,84 %  | 7,10 %  | 5,74 % | 3,54 % | 0,33 % | 0,26 % | 0,18 % | 0,11 % | 0,47 % |
| Jämtland                     | 33,60 % | 14,34 % | 15,56 % | 15,36 % | 8,42 %  | 4,83 %  | 2,86 % | 3,58 % | 0,44 % | 0,26 % | 0,14 % | 0,07 % | 0,55 % |
| Jönköping                    | 27,78 % | 17,66 % | 19,26 % | 10,05 % | 4,91 %  | 11,95 % | 3,96 % | 3,22 % | 0,26 % | 0,28 % | 0,15 % | 0,08 % | 0,42 % |
| Kalmar                       | 31,19 % | 17,24 % | 20,56 % | 9,81 %  | 6,12 %  | 7,20 %  | 3,75 % | 2,89 % | 0,29 % | 0,32 % | 0,16 % | 0,07 % | 0,39 % |
| Kronoberg                    | 29,56 % | 19,18 % | 20,28 % | 9,40 %  | 6,05 %  | 7,56 %  | 3,52 % | 3,23 % | 0,27 % | 0,30 % | 0,13 % | 0,06 % | 0,47 % |
| Malmö kommun                 | 29,10 % | 19,48 % | 16,80 % | 5,69 %  | 11,91 % | 3,84 %  | 5,59 % | 5,58 % | 0,78 % | 0,27 % | 0,21 % | 0,18 % | 0,57 % |
| Norrbotten                   | 41,69 % | 12,78 % | 15,76 % | 7,05 %  | 10,69 % | 4,64 %  | 3,21 % | 2,76 % | 0,42 % | 0,28 % | 0,14 % | 0,13 % | 0,44 % |
| Skåne läns norra och östra   | 24,99 % | 20,19 % | 28,82 % | 6,84 %  | 4,09 %  | 6,49 %  | 4,44 % | 2,87 % | 0,31 % | 0,30 % | 0,14 % | 0,12 % | 0,40 % |
| Skåne läns södra             | 21,83 % | 23,98 % | 22,11 % | 7,91 %  | 5,31 %  | 5,35 %  | 7,03 % | 4,92 % | 0,49 % | 0,29 % | 0,26 % | 0,14 % | 0,38 % |
| Skåne läns västra            | 26,13 % | 21,04 % | 26,14 % | 6,42 %  | 4,74 %  | 5,36 %  | 5,19 % | 3,54 % | 0,43 % | 0,31 % | 0,19 % | 0,13 % | 0,39 % |
| Stockholms kommun            | 23,76 % | 21,88 % | 9,84 %  | 9,07 %  | 13,12 % | 4,87 %  | 7,85 % | 7,70 % | 0,71 % | 0,36 % | 0,29 % | 0,14 % | 0,40 % |
| Stockholms län               | 23,06 % | 26,01 % | 15,24 % | 8,56 %  | 6,93 %  | 6,98 %  | 6,94 % | 4,79 % | 0,38 % | 0,34 % | 0,27 % | 0,10 % | 0,40 % |
| Södermanland                 | 31,40 % | 20,39 % | 19,32 % | 7,40 %  | 6,63 %  | 5,50 %  | 4,34 % | 3,69 % | 0,35 % | 0,35 % | 0,19 % | 0,07 % | 0,36 % |
| Uppsala                      | 26,99 % | 18,96 % | 15,44 % | 9,21 %  | 8,74 %  | 6,90 %  | 6,24 % | 5,55 % | 0,60 % | 0,36 % | 0,23 % | 0,12 % | 0,65 % |
| Värmland                     | 33,90 % | 16,43 % | 18,00 % | 9,28 %  | 6,95 %  | 6,34 %  | 4,44 % | 3,33 % | 0,41 % | 0,32 % | 0,15 % | 0,07 % | 0,39 % |
| Västerbotten                 | 38,13 % | 13,50 % | 10,94 % | 10,11 % | 12,69 % | 5,24 %  | 3,94 % | 3,87 % | 0,61 % | 0,31 % | 0,16 % | 0,09 % | 0,41 % |
| Västernorrland               | 39,80 % | 13,65 % | 15,56 % | 9,88 %  | 8,18 %  | 5,41 %  | 3,44 % | 2,68 % | 0,42 % | 0,31 % | 0,12 % | 0,07 % | 0,48 % |
| Västmanland                  | 31,43 % | 19,18 % | 20,11 % | 6,68 %  | 7,05 %  | 5,77 %  | 5,47 % | 2,96 % | 0,33 % | 0,30 % | 0,18 % | 0,09 % | 0,45 % |
| Västra Götalands läns norra  | 30,55 % | 17,64 % | 21,42 % | 7,91 %  | 6,32 %  | 6,50 %  | 4,65 % | 3,64 % | 0,38 % | 0,35 % | 0,18 % | 0,08 % | 0,39 % |
| Västra Götalands läns södra  | 28,04 % | 18,95 % | 19,67 % | 9,59 %  | 6,42 %  | 7,28 %  | 5,31 % | 3,41 % | 0,31 % | 0,31 % | 0,13 % | 0,13 % | 0,43 % |
| Västra Götalands läns västra | 24,24 % | 21,77 % | 18,02 % | 8,19 %  | 6,83 %  | 7,70 %  | 6,89 % | 5,00 % | 0,39 % | 0,28 % | 0,19 % | 0,11 % | 0,40 % |
| Västra Götalands läns östra  | 30,45 % | 18,40 % | 19,49 % | 9,34 %  | 5,71 %  | 7,82 %  | 4,33 % | 3,06 % | 0,35 % | 0,31 % | 0,16 % | 0,17 % | 0,41 % |
| Örebro                       | 33,13 % | 16,64 % | 18,19 % | 7,82 %  | 7,57 %  | 6,93 %  | 4,55 % | 3,68 % | 0,40 % | 0,31 % | 0,17 % | 0,14 % | 0,48 % |
| Östergötland                 | 29,07 % | 20,40 % | 17,63 % | 8,37 %  | 6,77 %  | 6,67 %  | 5,35 % | 4,19 % | 0,40 % | 0,30 % | 0,23 % | 0,12 % | 0,51 % |
| Hela riket                   | 28,26 % | 19,84 % | 17,53 % | 8,61 %  | 8,00 %  | 6,32 %  | 5,49 % | 4,41 % | 0,46 % | 0,31 % | 0,20 % | 0,11 % | 0,45 % |

### Valresultat för varje valkrets, block, samt övrig valinformation
Hur rösterna har fördelas mellan blocken, samt övrig valinformation.
Förkortningar:
- ÖVR = Övriga partier.
- VDT = Valdeltagandet.
- OGEJ = Ogiltiga röster, ej anmälda partier.
- BLANK = Blanka röster.
- OG = Övriga ogiltiga röster.

| Valkrets                     | Rödgröna | Alliansen | SD      | ÖVR    | VDT     | OGEJ   | BLANK  | OG     |
| ---------------------------- | -------- | --------- | ------- | ------ | ------- | ------ | ------ | ------ |
|                              |          |           |         |        |         |        |        |        |
| Blekinge                     | 39,72 %  | 33,77 %   | 25,20 % | 1,29 % | 88,47 % | 0,03 % | 0,96 % | 0,06 % |
| Dalarnas län                 | 41,31 %  | 36,44 %   | 20,76 % | 1,50 % | 87,62 % | 0,03 % | 1,13 % | 0,04 % |
| Gotlands län                 | 43,75 %  | 41,66 %   | 12,71 % | 1,88 % | 88,75 % | 0,03 % | 1,02 % | 0,07 % |
| Gävleborgs län               | 45,50 %  | 33,64 %   | 19,59 % | 1,25 % | 86,29 % | 0,04 % | 0,97 % | 0,08 % |
| Göteborgs kommun             | 44,72 %  | 39,74 %   | 13,45 % | 2,10 % | 84,28 % | 0,05 % | 0,75 % | 0,06 % |
| Hallands län                 | 34,20 %  | 45,83 %   | 18,62 % | 1,35 % | 89,02 % | 0,03 % | 0,85 % | 0,04 % |
| Jämtlands län                | 45,60 %  | 37,39 %   | 15,56 % | 1,46 % | 87,06 % | 0,03 % | 1,05 % | 0,05 % |
| Jönköpings län               | 35,91 %  | 43,62 %   | 19,26 % | 1,19 % | 88,09 % | 0,02 % | 0,84 % | 0,04 % |
| Kalmar län                   | 40,20 %  | 38,00 %   | 20,56 % | 1,23 % | 88,10 % | 0,03 % | 0,94 % | 0,03 % |
| Kronobergs län               | 38,82 %  | 39,66 %   | 20,28 % | 1,23 % | 88,21 % | 0,02 % | 0,90 % | 0,04 % |
| Malmö kommun                 | 46,59 %  | 34,57 %   | 16,80 % | 2,01 % | 82,01 % | 0,04 % | 0,73 % | 0,07 % |
| Norrbottens län              | 55,14 %  | 27,68 %   | 15,76 % | 1,41 % | 86,86 % | 0,04 % | 0,83 % | 0,05 % |
| Skåne läns norra och östra   | 31,95 %  | 37,96 %   | 28,82 % | 1,27 % | 86,35 % | 0,03 % | 1,03 % | 0,05 % |
| Skåne läns södra             | 32,06 %  | 44,27 %   | 22,11 % | 1,56 % | 89,38 % | 0,02 % | 0,76 % | 0,04 % |
| Skåne läns västra            | 34,41 %  | 38,01 %   | 26,14 % | 1,45 % | 85,21 % | 0,02 % | 0,87 % | 0,05 % |
| Stockholms kommun            | 44,58 %  | 43,67 %   | 9,84 %  | 1,90 % | 87,32 % | 0,04 % | 0,49 % | 0,06 % |
| Stockholms län               | 34,78 %  | 48,49 %   | 15,24 % | 1,49 % | 86,62 % | 0,03 % | 0,61 % | 0,06 % |
| Södermanlands län            | 41,72 %  | 37,63 %   | 19,32 % | 1,32 % | 86,85 % | 0,03 % | 0,91 % | 0,06 % |
| Uppsala län                  | 41,28 %  | 41,31 %   | 15,44 % | 1,96 % | 88,88 % | 0,03 % | 0,73 % | 0,04 % |
| Värmlands län                | 44,18 %  | 36,49 %   | 18,00 % | 1,34 % | 87,26 % | 0,04 % | 1,03 % | 0,04 % |
| Västerbottens län            | 54,69 %  | 32,79 %   | 10,94 % | 1,58 % | 87,89 % | 0,02 % | 0,81 % | 0,04 % |
| Västernorrlands län          | 50,66 %  | 32,38 %   | 15,56 % | 1,40 % | 87,76 % | 0,04 % | 0,84 % | 0,05 % |
| Västmanlands län             | 41,44 %  | 37,10 %   | 20,11 % | 1,35 % | 86,69 % | 0,03 % | 0,90 % | 0,06 % |
| Västra Götalands läns norra  | 40,51 %  | 36,70 %   | 21,42 % | 1,38 % | 86,83 % | 0,03 % | 0,97 % | 0,04 % |
| Västra Götalands läns södra  | 37,87 %  | 41,13 %   | 19,67 % | 1,33 % | 87,44 % | 0,03 % | 0,89 % | 0,05 % |
| Västra Götalands läns västra | 36,07 %  | 44,55 %   | 18,02 % | 1,37 % | 89,62 % | 0,04 % | 0,83 % | 0,04 % |
| Västra Götalands läns östra  | 39,22 %  | 39,89 %   | 19,49 % | 1,40 % | 88,18 % | 0,03 % | 1,01 % | 0,05 % |
| Örebro län                   | 44,38 %  | 35,94 %   | 18,19 % | 1,50 % | 87,67 % | 0,03 % | 0,91 % | 0,05 % |
| Östergötlands län            | 40,03 %  | 40,79 %   | 17,63 % | 1,56 % | 88,16 % | 0,03 % | 0,86 % | 0,05 % |
| Hela riket                   | 40,67 %  | 40,26 %   | 17,53 % | 1,53 % | 87,18 % | 0,03 % | 0,81 % | 0,05 % |

### Resultat i riksdagsvalet per kommun

Socialdemokraterna
Moderaterna
Sverigedemokraterna
Centerpartiet
Vänsterpartiet
Kristdemokraterna
Liberalerna
Miljöpartiet
Skala, rött (S+V+MP) till blått (M+C+KD+L)

## Statistik

### Röstberättigade till riksdagsvalet 2018[8]
| Ålder |           |         |        |
| Ålder | Antal     | Procent | +− %   |
| ----- | --------- | ------- | ------ |
| 18–29 | 1 378 631 | 18,4 %  | -0,9 % |
| 30–49 | 2 337 450 | 31,2 %  | -0,7 % |
| 50–64 | 1 780 977 | 23,8 %  | +0,6 % |
| 65–   | 1 998 878 | 26,7 %  | +1,1 % |

| Kön     |           |         |        |
| Kön     | Antal     | Procent | +− %   |
| ------- | --------- | ------- | ------ |
| Män     | 3 702 468 | 49,4 %  | +0,1 % |
| Kvinnor | 3 793 468 | 50,6 %  | -0,1 % |

| Väljargrupp        |         |         |        |
| Väljargrupp        | Antal   | Procent | +− %   |
| ------------------ | ------- | ------- | ------ |
| Förstagångsväljare | 392 189 | 5,2 %   | -1,0 % |
| Utlandssvenskar    | 170 203 | 2,3 %   | +0,1 % |

| Antal röstberättigade |
| --------------------- |
| 7 495 936             |

### Kandidater till riksdagen 2018
Inför riksdagsvalet 2018 introducerades en regel om att kandidaterna som nomineras av de politiska partierna måste ge samtycke innan valet om de ska kunna bli invalda till riksdagen. De politiska partierna måste dessutom ha anmälts senast 30 dagar före valdagen. Totalt 6 301 personer kandiderade till riksdagen i riksdagsvalet. Sex av dem var ej svenska medborgare och kunde därmed inte bli invalda till riksdagen.
| Parti                        | Kandiderar till riksdagen | Ålder       | Ålder       | Ålder       | Ålder     | Kandidater som har rösträtt för första gången | Kön       | Kön           | Kan inte bli invald        | Utlandssvenskar             |
| Parti                        | Antal kandidater          | Andel 18-29 | Andel 30-49 | Andel 50-64 | Andel 65- | Andel Förstagångsväljare                      | Andel Män | Andel Kvinnor | Andel Ej svensk medborgare | Andel Folkbokförd utomlands |
| ---------------------------- | ------------------------- | ----------- | ----------- | ----------- | --------- | --------------------------------------------- | --------- | ------------- | -------------------------- | --------------------------- |
| Centerpartiet                | 890                       | 11,6 %      | 40,4 %      | 35,7 %      | 12,2 %    | 2,4 %                                         | 57,2 %    | 42,8 %        | 0,2 %                      | 0 %                         |
| Socialdemokraterna           | 809                       | 15,0 %      | 48,2 %      | 30,3 %      | 6,6 %     | 3,5 %                                         | 50,3 %    | 49,7 %        | 0 %                        | 0 %                         |
| Moderaterna                  | 788                       | 13,6 %      | 42,0 %      | 33,1 %      | 11,3 %    | 3,2 %                                         | 60,8 %    | 39,2 %        | 0 %                        | 0,3 %                       |
| Liberalerna                  | 718                       | 10,4 %      | 34,5 %      | 31,3 %      | 23,7 %    | 2,4 %                                         | 54,7 %    | 45,3 %        | 0 %                        | 0,3 %                       |
| Vänsterpartiet               | 714                       | 8,3 %       | 43,3 %      | 31,4 %      | 17,1 %    | 0,4 %                                         | 46,4 %    | 53,6 %        | 0 %                        | 0 %                         |
| Kristdemokraterna            | 714                       | 10,2 %      | 30,8 %      | 33,5 %      | 25,5 %    | 3,1 %                                         | 55,5 %    | 44,5 %        | 0,3 %                      | 0 %                         |
| Miljöpartiet de gröna        | 610                       | 10,7 %      | 45,4 %      | 29,2 %      | 14,8 %    | 2,5 %                                         | 49,0 %    | 51,0 %        | 0 %                        | 0,2 %                       |
| Sverigedemokraterna          | 326                       | 11,0 %      | 45,1 %      | 31,9 %      | 12,0 %    | 0 %                                           | 69,9 %    | 30,1 %        | 0,3 %                      | 0 %                         |
| Landsbygdspartiet Oberoende  | 84                        | 7,1 %       | 35,7 %      | 41,7 %      | 15,5 %    | 2,4 %                                         | 60,7 %    | 39,3 %        | 0 %                        | 0 %                         |
| Medborgerlig Samling         | 61                        | 4,9 %       | 49,2 %      | 41,0 %      | 4,9 %     | 1,6 %                                         | 77,0 %    | 23,0 %        | 0 %                        | 1,6 %                       |
| Feministiskt initiativ       | 57                        | 19,3 %      | 45,6 %      | 28,1 %      | 7,0 %     | 3,5 %                                         | 21,1 %    | 78,9 %        | 0 %                        | 1,8 %                       |
| Kristna Värdepartiet         | 52                        | 9,6 %       | 26,9 %      | 36,5 %      | 26,9 %    | 1,9 %                                         | 67,3 %    | 32,7 %        | 0 %                        | 0 %                         |
| Alternativ för Sverige       | 50                        | 42,0 %      | 30,0 %      | 24,0 %      | 4,0 %     | 2,0 %                                         | 82,0 %    | 18,0 %        | 0 %                        | 0 %                         |
| Trygghetspartiet             | 39                        | 0 %         | 17,9 %      | 2,6 %       | 79,5 %    | 0 %                                           | 66,7 %    | 33,3 %        | 0 %                        | 0 %                         |
| Enhet                        | 32                        | 6,2 %       | 25,0 %      | 50,0 %      | 18,8 %    | 0 %                                           | 50,0 %    | 50,0 %        | 0 %                        | 0 %                         |
| Sveriges Kommunistiska Parti | 28                        | 25,0 %      | 21,4 %      | 32,1 %      | 21,4 %    | 3,6 %                                         | 71,4 %    | 28,6 %        | 3,6 %                      | 0 %                         |
| Skånepartiet                 | 27                        | 0 %         | 7,4 %       | 7,4 %       | 85,2 %    | 0 %                                           | 59,3 %    | 40,7 %        | 0 %                        | 0 %                         |
| Alla kandidater              | 6 301                     | 12,3 %      | 39,9 %      | 32,2 %      | 15,6 %    | 3,1 %                                         | 56,5 %    | 43,5 %        | 0,1 %                      | 0,2 %                       |

### Statistik för valda riksdagsledamöter mandatperioden 2018–2022
Med ålder avses ålder på valdagen.
| Parti                 |                 |                |                |                |              |           |               |                            |                                |
| Parti                 | Antal ledamöter | Andel 18–29 år | Andel 30–49 år | Andel 50–64 år | Andel 65– år | Andel män | Andel kvinnor | Andel första- gångsväljare | Andel folkbok- förda utomlands |
| --------------------- | --------------- | -------------- | -------------- | -------------- | ------------ | --------- | ------------- | -------------------------- | ------------------------------ |
| Socialdemokraterna    | 100             | 3,0 %          | 55,0 %         | 42,0 %         | 0 %          | 48,0 %    | 52,0 %        | 0 %                        | 0 %                            |
| Moderaterna           | 70              | 8,6 %          | 45,2 %         | 41,9 %         | 0 %          | 61,3 %    | 38,7 %        | 0 %                        | 0 %                            |
| Sverigedemokraterna   | 62              | 12,9 %         | 66,1 %         | 17,7 %         | 3,2 %        | 71,0 %    | 29,0 %        | 0 %                        | 0 %                            |
| Centerpartiet         | 31              | 12,9 %         | 45,2 %         | 41,9 %         | 0 %          | 61,3 %    | 38,7 %        | 0 %                        | 0 %                            |
| Vänsterpartiet        | 28              | 7,1 %          | 67,9 %         | 25,0 %         | 0 %          | 32,1 %    | 67,9 %        | 0 %                        | 0 %                            |
| Kristdemokraterna     | 22              | 0 %            | 54,5 %         | 40,9 %         | 4,5 %        | 72,7 %    | 27,3 %        | 0 %                        | 0 %                            |
| Liberalerna           | 20              | 5,0 %          | 60,0 %         | 30,0 %         | 5,0 %        | 60,0 %    | 40,0 %        | 0 %                        | 0 %                            |
| Miljöpartiet de gröna | 16              | 6,2 %          | 62,5 %         | 31,2 %         | 0 %          | 25,0 %    | 75,0 %        | 0 %                        | 0 %                            |
| Hela riksdagen        | 349             | 7,2 %          | 57,6 %         | 33,5 %         | 1,7 %        | 53,9 %    | 46,1 %        | 0 %                        | 0 %                            |

## Kritik

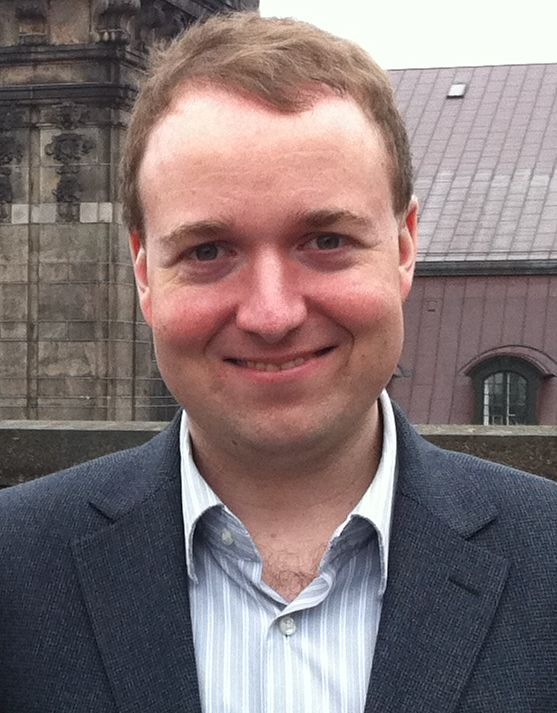
Michael Aastrup Jensen, utrikespolitisk talesperson för danska Venstre, riktade hård kritik mot det svenska valsystemet, och kallade riksdagsvalet för "odemokratiskt".

Michael Aastrup Jensen, ledamot för Venstre i danska Folketinget, observerade det svenska valet i Malmö. Han har tidigare observerat flera parlamentariska val bland annat i Ryssland och i flera östeuropeiska länder. Han konstaterade att "under alla valobservationer jag har varit på har jag aldrig sett ett val så odemokratiskt som det svenska", och att det svenska valsystemet var långt ifrån vad som skulle tillåtas även i östeuropeiska länder. Han ansåg att ett problem var att "partisoldater" närvarade utanför vallokalerna och försökte ge väljare valsedlar till sina respektive parter. Ett lagförslag behandlas i riksdagen om att stärka skyddet för valhemligheter, men Jensen konstaterade att regeringen inte skulle göra sig av med partisoldaterna. Jensen lovade att ta upp frågan i Europarådet, där han är ordförande för den danska delegationen.
Under valdagen genomförde Democracy Volunteers 240 separata observationer i 149 vallokaler. De rapporterade förekomst av familjeröstning vid 44 procent av de besökta vallokalerna och i den övervägande majoriteten av fallen avbröt inte valförrättarna. Förekomsten var högre än den genomsnittliga förekomsten i Europa. Två dagar före valet avslöjade Uppdrag granskning att en lokalpolitiker för Miljöpartiet i Botkyrka hade förmedlat kontakt till en man som erbjöd Moderaterna 3 000 röster i utbyte mot att en moské skulle få bygglov. Efter valet 2018 uppstod en offentlig debatt om klanröstning. Amanda Valentin, biträdande generalsekreterare för Swedish International Liberal Centre (SILC), rapporterade att deras internationella valobservatörer drog slutsatsen att hanteringen av valsedlarna måste göras om för att garantera valhemligheten, att det är problematiskt att förtidsrösternas kuvert öppnades för tidigt innan vallokalerna stängts, och att valförrättarna bör få tydliga instruktioner om hur man ska ingripa mot familjeröstning. Hon anser att det svenska valsystemet måste uppdateras, då "det system med enskilda valsedlar för varje parti bildades när det var mycket färre partier och bara ett val åt gången. Idag har vi tre val samtidigt och personval – det gör att vi har vuxit ur systemet".
Det kom rapporter om att namnvalsedlar till flera partier saknades i vissa vallokaler under förtidsröstningen. Under valdagen meddelade SVT att Sverigedemokraternas valsedlar i ett valdistrikt i Göteborg var försvunna i 2 timmar. Den nynazistiska organisationen Nordiska motståndsrörelsen störde väljare genom att skrika slagord och fotografera dem i flera vallokaler.

## Regeringsbildning
På valnatten konstaterades att inget av de traditionella blocken nått egen majoritet i riksdagen. De rödgröna samlade 144 mandat och Alliansen 143 mandat. Sverigedemokraterna behöll sin plats som vågmästare i riksdagen med 62 mandat. Statsminister Stefan Löfven lät redan under valnatten meddela att han inte avsåg att lämna sin post frivilligt och att han nu hoppades att de traditionella blocken skulle upplösas till förmån för en blocköverskridande regering. Alliansen och Sverigedemokraterna fortsatte alltjämt att kräva statsministerns avgång för att ge plats åt en ny regeringsbildare.
Enligt reglerna ska varje val i Sverige följas av en obligatorisk omröstning kring huruvida statsministern tolereras av riksdagen. Den 25 september 2018 hölls därför en sådan omröstning i den nyvalda riksdagen. 204 ledamöter röstade nej och 142 röstade ja, vilket ledde till att talmannen omedelbart entledigade statsministern. För första gången i svensk historia föll en statsminister i en förtroendeomröstning. Stefan Löfven ledde som statsminister en övergångsregering tills en ny regering bildats. Detta till skillnad från valet 2014, som hade en likadan parlamentarisk fördelning, men där alliansen kom överens om att det socialistiska blocket fick bilda regering då de var större än alliansen. Alliansen lade 2014 ned sina röster, så att Stefan Löfven blev vald till statsminister (med 132 ja, 49 nej och 154 blanka).
Omedelbart efter att statsministern entledigats lät talmannen Andreas Norlén meddela att han nu officiellt tagit över ansvaret för regeringsbildningen. Den 27 september höll Norlén sin första talmansrunda och träffade alla partiledare för riksdagspartierna. Den 29 oktober meddelade talmannen att han skulle undersöka fyra regeringsalternativ, vilka vart och ett skulle kunna få igenom en egen budget eftersom oppositionen inte skulle kunna samlas omkring en gemensam budget:
- en samlingsregering, i senare debatt kallat ett blocksamarbete (Alliansen, S och MP, som tillsammans skulle få 259 mandat);
- ett mittenalternativ (S, MP, C och L, som skulle få 167 mandat, men måste tolereras av ytterligare ett parti för att kunna bilda regering, exempelvis V);
- Alliansen med MP (som skulle få 159 mandat, men behövde tolereras av ytterligare ett parti för att bilda regering); samt
- Alliansen i olika former, i senare debatt kallat ett högeralternativ (M och KD) med stöd av SD, som dock hotade att fälla en budget om de inte fick inflytande. (Tillsammans skulle dessa tre partier få 153 mandat, men en regeringsbildning krävde att C släppte fram den).

Den första statsministeromröstningen hölls den 14 november, där Ulf Kristersson prövades som statsminister. Kristersson föreslog en regering med Moderaterna och Kristdemokraterna, men både Centerpartiet och Liberalerna tackade nej till att sitta i regeringen då den krävde stöd av Sverigedemokraterna. Kristersson föll med 195 röster mot 154. Centerpartiet, Liberalerna, Miljöpartiet, Vänsterpartiet och Socialdemokraterna röstade nej till förslaget medan Moderaterna, Kristdemokraterna och Sverigedemokraterna röstade ja. Detta är första gången någonsin som en talmans förslag till statsminister inte godkänts av riksdagen. Den 12 december föll övergångsregeringens budgetförslag med siffrorna 141 mot 153. Därefter antogs Moderaternas och Kristdemokraternas gemensamma budget med stöd av Sverigedemokraterna. Liberalerna och Centerpartet lade ned sina röster efter att deras egna budgetmotioner hade fallit. Detta efter att de två partierna bestämt sig för att avbryta regeringsförhandlingarna med Socialdemokraterna och Miljöpartiet. Den 14 december röstade riksdagen återigen nej till Stefan Löfven som statsminister. Stefan Löfven avsåg att bilda regering tillsammans med Miljöpartiet.
Den 11 januari gick Centerpartiet ut med sitt stöd för en S-ledd regering och samtidigt släpptes även en överenskommelse, Januariavtalet, som tecknats mellan Socialdemokraterna, Miljöpartiet, Centerpartiet och Liberalerna. Ett utkast till sakpolitisk överenskommelse mellan de fyra partierna presenterades som bestod av en lista på 73 punkter med förslag till bland annat budgetsamarbete, lagändringar och 28 längre utredningar, och begränsade samarbetet till elva områden. Enligt överenskommelsen skulle inte Vänsterpartiet komma att ha inflytande över den politiska inriktningen i Sverige under den kommande mandatperioden. Den 13 januari beslutade Liberalernas partiråd att stödja överenskommelsen, där Centerpartiet och Liberalerna skulle släppa fram en Socialdemokratisk och Miljöpartistisk regering. Därmed var Januariavtalets fyrpartiuppgörelse  ett faktum. Den 14 januari meddelade dock Vänsterpartiets Jonas Sjöstedt att hans parti inte kunde släppa fram Löfven som statsminister, på grund av formuleringen om att Vänsterpartiet inte skulle få inflytande över svensk politik i fyrpartiöverenskommelsen, och av att flera reformer som de rödgröna drev igenom under förra mandatperioden upphävs av överenskommelsen. Den 16 januari meddelade Vänsterpartiet att de kommer att lägga ned sina röster och således släppa fram Regeringen Löfven I en ny mandatperiod, efter överenskommelse med Stefan Löfven. Ingen skriftlig överenskommelse redovisades mellan Socialdemokraterna och Vänsterpartiet och fyrpartiöverenskommelsen behövde inte omarbetas innan omröstningen, men Vänsterpartiet hotade istället med misstroendevotum om vissa av förslagen i fyrpartiöverenskommelsen genomdrevs.
Den 18 januari röstades Stefan Löfven fram som statsminister i riksdagen. Resultatet blev 115 ja (från S och MP), 77 nedlagda röster (C, L och V) och 153 nej (SD, M, KD och en riksdagsledamot från Centerpartiet). Eftersom Sverige tillämpar negativ parlamentarism blev Löfven statsminister trots att nej-rösterna var fler. Det skulle ha krävts 175 nej-röster för att hindra Stefan Löfven från att bli statsminister. Den 21 januari tillträde Regeringen Löfven II.

## Skolval
Under perioden 27 augusti till 7 september arrangerades skolval inför riksdagsvalet. Totalt röstade 391 045 elever på 1 528 grund- och gymnasieskolor.
Inför riksdagsvalet 2018 introducerades nya regler i skollagen där rektorerna får besluta om vilka politiska partier ska bjudas in till deras skolor. Urvalet ska göras på objektiv grund och får begränsas till partier som antingen finns representerade i riksdagen, i Europaparlamentet eller i kommunernas, landstingens eller regionernas fullmäktige. Rektorn får dessutom besluta att eleverna ska kunna ta del av information från andra politiska partier än de som bjöds in till skolan.
| Parti                  | Antal röster 2018 | Andel röster 2018 (%) | Andel röster 2014 (%) | Ändring 2014 till 2018 (%-enheter) |
| ---------------------- | ----------------- | --------------------- | --------------------- | ---------------------------------- |
| Moderaterna            | 77 915            | 21,23                 | 21,27                 | -0,04                              |
| Socialdemokraterna     | 71 658            | 19,53                 | 25,10                 | -5,57                              |
| Sverigedemokraterna    | 56 880            | 15,5                  | 12,16                 | +3,34                              |
| Centerpartiet          | 44 598            | 12,15                 | 7,21                  | +4,94                              |
| Miljöpartiet           | 37 679            | 10,27                 | 14,58                 | -4,31                              |
| Vänsterpartiet         | 32 975            | 8,99                  | 5,23                  | +3,76                              |
| Liberalerna            | 18 507            | 5,04                  | 6,16                  | -1,12                              |
| Kristdemokraterna      | 14 533            | 3,96                  | 2,44                  | +1,52                              |
| Feministiskt initiativ | 6 517             | 1,78                  | 2,85                  | -1,07                              |
| Övriga partier         | 5 677             | 1,55                  | 1,02                  | +0,53                              |

|                                    | Antal   | Andel (%) | Ändring 2014 till 2018 |
| ---------------------------------- | ------- | --------- | ---------------------- |
| Valdeltagande på deltagande skolor | 391 045 | 79,8      | +2,3                   |
| Antal deltagande skolor            | 1 528   |           | -101                   |
| Summa giltiga röster               | 366 939 | 93,84     | +1,00                  |
| Ogiltiga röster blanka             | 14 854  | 3,8       | -0,71                  |
| Ogiltiga röster övriga             | 9 252   | 2,36      | -0,29                  |
| Röstberättigade elever             | 489 982 |           | +24 022                |